# Théodore Cahu
 (juin 2024).
Si vous disposez d'ouvrages ou d'articles de référence ou si vous connaissez des sites web de qualité traitant du thème abordé ici, merci de compléter l'article en donnant les références utiles à sa vérifiabilité et en les liant à la section « Notes et références ».
Jules Nicolas Théodore Cahu, dit Théo-Critt, né le 5 décembre 1854 à Beaugency (Loiret) et mort le 28 octobre 1928, est un militaire, écrivain, romancier et homme politique français.
Après une carrière militaire, il rejoint le mouvement boulangiste puis continue son activité de romancier et de journaliste. Écrivain prolifique et éclectique, il est l'auteur de plus d'une centaine de livres.

## Biographie

### Éducation et carrière militaire
Cahu commença ses études au petit-séminaire de la Chapelle-sur-Loire et les acheva à Paris avec un précepteur. Entré en 1873 à Saint-Cyr, il sort (avec le premier rang) diplômé de l'École de cavalerie de Saumur. Il entre au Prytanée militaire en 1877; sous-lieutenant au 6e régiment de cuirassiers (1880). La publication des premières « histoires joyeuses de la vie militaire glanées au mess ou même, dans les salons du colonel», lui attire quelques difficultés : il est affecté en 1882 à la 1re compagnie de remonte au Bec-Hellouin.
Il fit la guerre franco-prussienne au 13e régiment de cuirassiers[Information douteuse], puis  devint chef de cabinet du général Boulanger. Lieutenant en 1884, il démissionne de l'armée en 
1885 pour se consacrer à l'écriture. Certains titres permirent à ses adversaires politiques de le qualifier, injustement d'ailleurs, de « pornographe ». Cf. Arch. Vincennes, 43.342. 
Ardent boulangiste, il fut candidat en 1889 dans la 2e circonscription de Rouen puis dans différentes circonscriptions toujours sans succès mais fut maire du Bec Hellouin.
Auteur très éclectique, il publia des livres d'humour et de souvenirs militaires sous le pseudonyme de Théo Critt, tels que Nos farces à Saumur et La Vie en culotte, des romans légers, tels que Les Loisirs d'un hussard et Celles qui se prêtent, des romans d’anticipation, tels que Perdus dans l'espace et Un héritage dans les airs, des romans patriotiques et revanchards, tels que Le Conscrit de 1870, ainsi que des livres pour enfants, essentiellement des biographies de personnages historiques, tels que Richelieu, illustré par Maurice Leloir, et Jeanne d'Arc, Bayard  et Du Guesclin, illustrés par Paul de Sémant.
Il collabora à différents journaux comme Le Figaro, Gil Blas, La Cocarde, L'Écho de Paris ou Le Gaulois.
Il fut chargé par le gouvernement de missions auprès du sultan Abdul Hamid, du Tsar Alexandre III ou du pape Léon XIII
Officier de l'Instruction publique, il fut décoré de l'ordre de Saint Alexandre et de l'Osmanié, et fut vice-président de la Société des gens de lettres.
Son mobilier est vendu aux enchères à Valmont (Seine-Maritime) en août 1935.

## Distinctions
- Officier de l'Instruction publique

## Œuvres

Affiche de Vendus à l'ennemi (1897).

- Russes et Autrichiens en robe de chambre, ill. de Job, Marpon (1880)
- Nos Farces à Saumur (1882)
- Le 13e Cuirassiers (1882) Vignettes et dessins par O'Bry.
- La Vie en culotte (1883)
- La Colonelle Durantin (1884)
- L'Art de se faire aimer par son mari (1884)
- Les Loisirs d'un hussard (1885)
- Vive le Mariage ! (1885)
- Le Sénateur Ignace (1886)
- L'Ami des jeunes filles (1886)
- Le Régiment où l'on s'amuse ! (1886)
- Les Mémoires de Cigarette (1887)
- Chez les Allemands (1887)
- Journal d'un officier malgré lui (septembre 1873-mai 1885), Saumur, prytanée militaire, les cuirassiers, Paris, Versailles, la Normandie, la remonte, les chasseurs (1887)
- Au pays des Mauresques (1887)
- Le Bataillon des hommes à poil (1887)
- Les petits potins militaires (1888)
- Cantharinades (1888)
- Théo-Critt à Saumur (1889)
- L'Europe en armes en 1889, étude de politique militaire (1889)
- Une jeune Marquise, roman d'une névrosée (1889)
- Pardonnée ? (1890)
- Des Batignolles au Bosphore (1890)
- Second Mariage, roman (1891)
- Un Cœur de père, roman (1892)
- Combat d'amours (1892)
- Georges et Marguerite (1893)
- Les Enfants de Cigarette (1893)
- Loulette voyage. L'Opéra, l'Égypte, la Grande-Chartreuse, Londres, Jersey, Bruxelles, Vienne, Venise, Rome, Berlin, Constantinople, l'Algérie, la Tunisie, Madrid, Lisbonne et Le Havre (1893)
- Amante et mère (1894)
- Un Amour dans le monde (1894)
- Perdus dans l'espace, grand roman d'aventures (1894)
- Le Cachalot blanc (1895)
- Contes militaires (1895)
- Rires francs (1895)
- L'Oasis, roman (1895)
- Combat d'amours (1895)
- Voyages au coin du feu (1895)
- La Ronde des amours (1896)
- L'Enfant martyr (1897)
- La Rançon de l'honneur (1897)
- Vendus à l'ennemi (1897)
- Le Déserteur (1898)
- Un héritage dans les airs (1898)
- Vingt Jours de Paris à Constantinople (1898)
- L'Oubli : Alsace-Lorraine 1877-1899, avec Louis Forest (1899)
- Celles qui se donnent, roman dialogué (1899)
- Excelsior ! Un amour dans le monde (1899)
- Doute mortel (1900)
- Vers la paix ! roman, avec Louis Forest (1900)
- Les Dames de Kermor (1901)
- Les Naufragés du ciel, roman d'aventures (1901)
- La Montée des races, roman (1903)
- Les Amants d'Ixelles (Georges et Marguerite) (1904)
- Nos Mondaines, leurs amants, roman passionnel (1904)
- Richelieu (1904)
- Confessions galantes, avec Jane de La Vaudère (1905)
- Rose Bonheur (2 volumes, 1905)
- Les Effondrés, roman (1906)
- Celles qui se prêtent, roman dialogue (1906)
- Tendresse qui tue, roman (1906)
- Des fleurs ! des curés !! des femmes !! (1906)
- Le Conscrit de 1870, roman tragique (1907)
- Quand on aime, roman (1907)
- La Blessure, roman (1909)
- Vierge et mère, roman (1909)
- Les Nuits du Palais-Royal, ill. de Raphael Kirchner (1909)
- Le Printemps d'une femme, roman moderne, avec Jean d'Azco (1910)
- Les Héros de France 
  - Histoire de Bertrand Du Guesclin racontée à mes enfants (1897) Illustration Paul de Sémant
  - Histoire du chevalier Bayard racontée à mes enfants (1898) Illustration Paul de Sémant
  - Histoire de Jeanne d'Arc racontée à mes enfants (1895) Illustration Paul de Sémant
  - Histoire de Turenne racontée à mes enfants (1898) Illustration Paul Dufresne
  - Hoche Marceau Desaix  Illustration Émile Boutigny
  - Richelieu (1904) Illustration Maurice Leloir